# Doug Kershaw
Doug Kershaw (né à Tiel Ridge en Louisiane le 24 janvier 1936) est un violoniste cadien. Il commence sa carrière avec son frère Rusty Kershaw puis fait cavalier seul. Son grand succès est une version country de Diggy Liggy Lo (en).

## Carrière
Il a joué dans le film de Terrence Malick Les Moissons du ciel (Days of Heaven)
Doug Kershaw est compositeur et interprète notamment de Louisiana Man, qui fut vendu à plusieurs millions d'exemplaires et repris par plus de 800 musiciens. Avec le temps, ce morceau autobiographique est devenu un standard, emblématique de la nouvelle musique cajun.
Il joua entre autres avec Eric Clapton, Joni Mitchell, Arlo Guthrie, Ramblin Jack Elliot, Big Mama Thornton, Hank Williams et Mimi Farina. Il lui arriva également de jouer avec Jean-Luc Ponty (fusion jazz), Itzhak Perlman (classique) lors d'une performance télévisée.

## Discographie

### Albums
| Année | Album                    | Classement dans les charts | Classement dans les charts | Label        |
| Année | Album                    | US Country                 | CAN                        | Label        |
| ----- | ------------------------ | -------------------------- | -------------------------- | ------------ |
| 1969  | The Cajun Way            | —                          | —                          | Warner Bros. |
| 1970  | Spanish Moss             | —                          | 86                         | Warner Bros. |
| 1971  | Doug Kershaw             | —                          | —                          | Warner Bros. |
| 1972  | Swamp Grass              | —                          | —                          | Warner Bros. |
| 1972  | Devil's Elbow            | —                          | —                          | Warner Bros. |
| 1973  | Douglas James Kershaw    | —                          | —                          | Warner Bros. |
| 1974  | Mama Kershaw's Boy       | 14                         | —                          | Warner Bros. |
| 1975  | Alive & Pickin'          | 32                         | —                          | Warner Bros. |
| 1976  | Ragin' Cajun             | 44                         | —                          | Warner Bros. |
| 1977  | Flip, Flop & Fly         | 47                         | —                          | Warner Bros. |
| 1978  | The Louisiana Man        | —                          | —                          | Warner Bros. |
| 1979  | Louisiana Cajun Country  | —                          | —                          | Starfire     |
| 1981  | Instant Hero             | —                          | —                          | Scotti Bros. |
| 1989  | Hot Diggidy Doug         | —                          | —                          | BGM          |
| 1989  | The Best of Doug Kershaw | —                          | —                          | Warner Bros. |

### Singles
| Year | Single                               | Chart Positions | Chart Positions | Album                                  | Label             |
| Year | Single                               | US Country      | CAN Country     | Album                                  | Label             |
| ---- | ------------------------------------ | --------------- | --------------- | -------------------------------------- | ----------------- |
| 1967 | Ain't Gonna Get Me Down              | —               | —               | single only                            | K-Ark             |
| 1969 | You Fight Your Fight (I'll Fight Me) | —               | —               | The Cajun Way                          | Warner Bros.      |
| 1969 | Diggy Liggy Lo                       | 70              | 1               | The Cajun Way                          | Warner Bros.      |
| 1970 | Orange Blossom Special               | —               | 9               | Spanish Moss                           | Warner Bros.      |
| 1970 | Natural Man                          | —               | —               | Doug Kershaw                           | Warner Bros.      |
| 1971 | Mama Said Yeah                       | —               | —               | Doug Kershaw                           | Warner Bros.      |
| 1971 | Play, Fiddle, Play                   | —               | —               | Doug Kershaw                           | Warner Bros.      |
| 1972 | My Sally Jo                          | —               | —               | Devil's Elbow                          | Warner Bros.      |
| 1972 | Jamestown Ferry                      | —               | —               | Devil's Elbow                          | Warner Bros.      |
| 1974 | "Mama's Got the Know How"            | 77              | 83              | Mama Kershaw's Boy                     | Warner Bros.      |
| 1974 | Nickel in My Pocket                  | —               | —               | Mama Kershaw's Boy                     | Warner Bros.      |
| 1974 | All You Want to Do Is Make Kids      | —               | —               | single only                            | Warner Bros.      |
| 1974 | Louisiana Sun                        | —               | —               | single only                            | Pacemaker         |
| 1976 | It Takes All Day to Get Over Night   | 76              | —               | Ragin' Cajun                           | Warner Bros.      |
| 1976 | House Husband                        | —               | —               | Ragin' Cajun                           | Warner Bros.      |
| 1977 | I'm Walkin’                          | 96              | —               | Flip, Flop & Fly                       | Warner Bros.      |
| 1977 | You Won't Let Me                     | —               | —               | Flip, Flop & Fly                       | Warner Bros.      |
| 1978 | Marie                                | —               | —               | The Louisiana Man                      | Warner Bros.      |
| 1981 | Hello Woman                          | 29              | —               | Instant Hero                           | Scotti Bros.      |
| 1981 | Instant Hero                         | —               | —               | Instant Hero                           | Scotti Bros.      |
| 1982 | Keep Between the Ditches             | —               | —               | The Dukes Of Hazzard (Various Artists) | Scotti Bros.      |
| 1985 | My Toot Toot (avec Fats Domino)      | —               | —               | Hot Diggidy Doug                       | Toot Toot Recordz |
| 1988 | Cajun Baby (avec Hank Williams, Jr.) | 52              | —               | Hot Diggidy Doug                       | BGM               |
| 1989 | Boogie Queen                         | 66              | —               | Hot Diggidy Doug                       | BGM               |